# Хижозеро (станция)
Хи́жо́зеро (фин. Hiisijärvi) — заброшенная промежуточная железнодорожная станция Октябрьской железной дороги на 286,0 км перегона Ледмозеро — Боровая Западно-Карельской магистрали.

## Общие сведения
Бывшая станция расположена в ненаселённой местности на территории Ледмозерского сельского поселения Муезерского района Республики Карелия. Открыта 25 ноября 1964 года в составе второй очереди Западно-Карельской магистрали. На станции было два боковых пути. Никакого посёлка при станции поначалу не было. Для проживания железнодорожников были построены семь двухквартирных домов и всего одна улица. Также было возведено пассажирское здание. Работал начальник станции, дежурные. В 1968 году железнодорожники уехали и их дома заняли работники химлесхоза (добыча живицы), переехавшие из лесоучастка Нюк, находившегося в трёх километрах от станции. До 1 октября 1969 года контора химлесхоза была в Ругозере, а затем её перевели в Ледмозеро. Работники получили  квартиры в Ледмозере, но весь сезон взрослое население работало в лесу; большей частью работали и жили семьями. Работников станции уже не было: оставался один рабочий, который выполнял всё необходимое. Была также дизельная, водонапорная станция, цистерна с топливом.
В 1971 году посёлок при станции был окончательно покинут.
При станции была небольшая ветка в карьер. Из карьера брали песок при строительстве железной дороги. А позднее – для подсыпки железнодорожных путей.
В настоящее время все здания находятся в полуразрушенном состоянии.

## Галерея

Станция Хижозеро
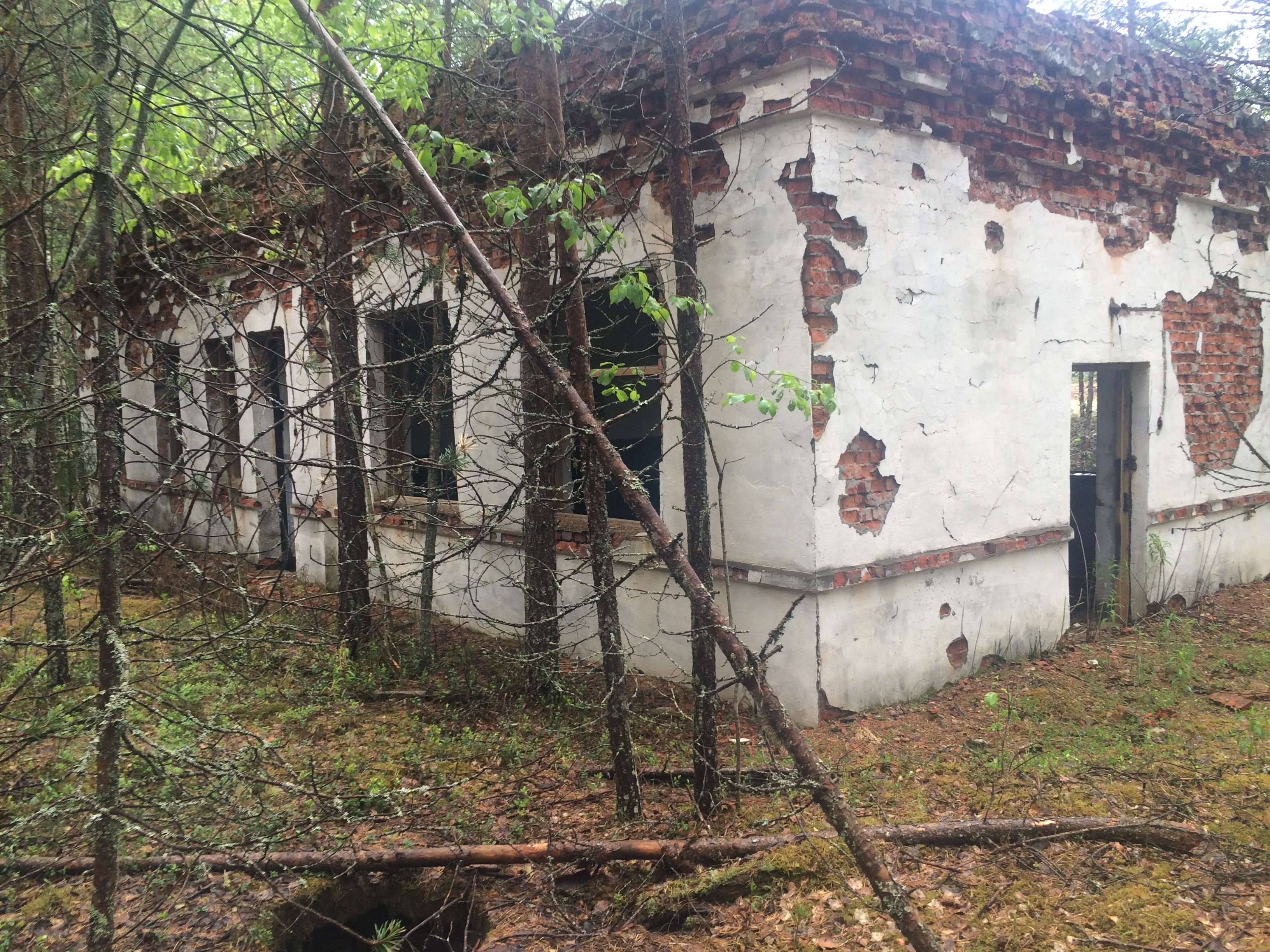
Одно из станционных зданий.
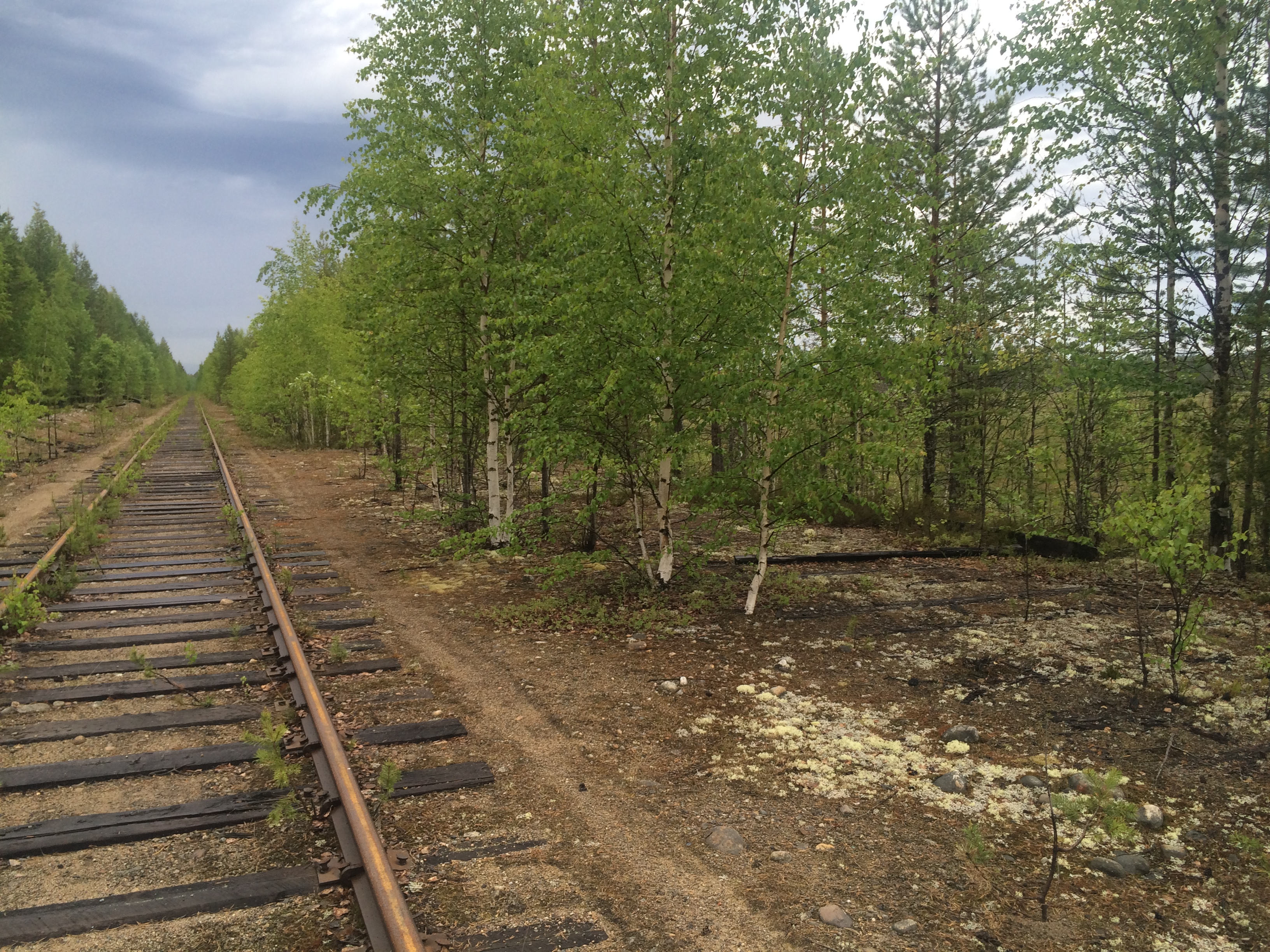
Разобранные боковые пути, вид в сторону ст. Боровая.
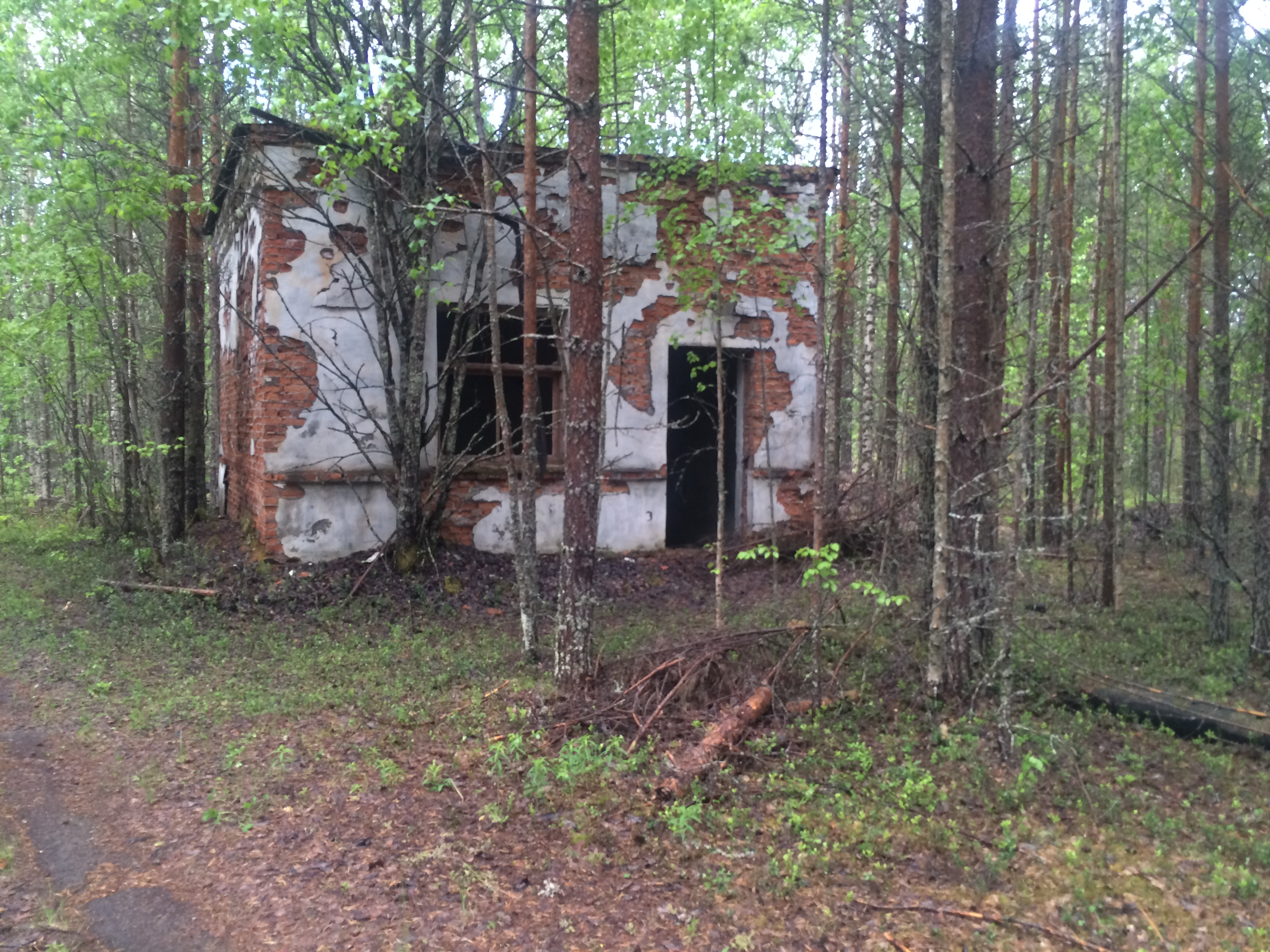
Одно из станционных зданий.
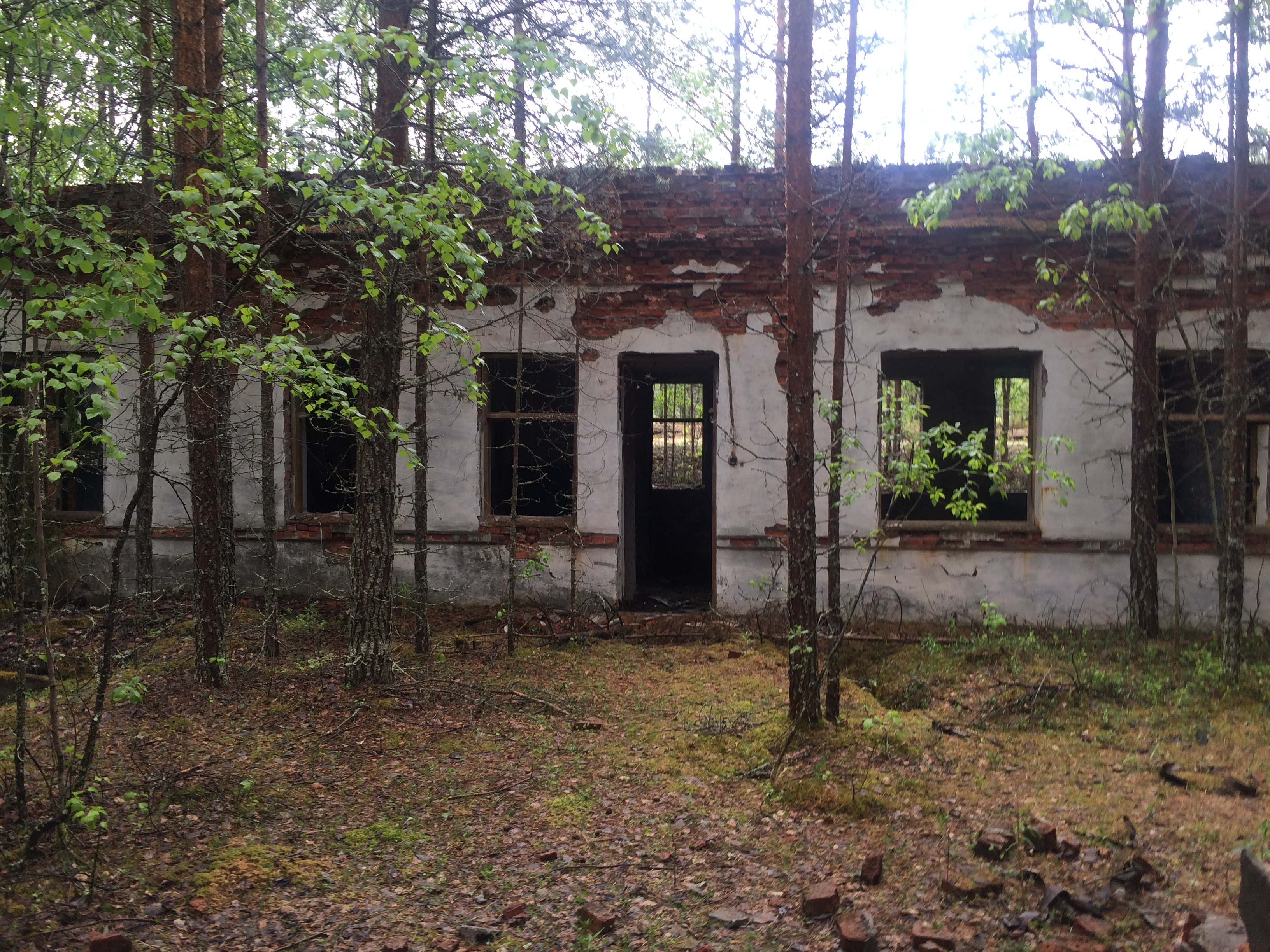
Пассажирское здание.